# Il rapinatore
Il rapinatore (Der Räuber) è un film drammatico del 2010 diretto da Benjamin Heisenberg, basato sul romanzo del 2002 Der Räuber di Martin Prinz. Il personaggio di Johann Rettenberger, protagonista del film, è ispirato al maratoneta e criminale austriaco Johann Kastenberger.
È stato presentato in concorso alla 60ª edizione del Festival di Berlino e nel 2011 si è aggiudicato tre Austrian Film Award.

## Trama
Johann Rettenberger sta scontando gli ultimi giorni in carcere per rapina. Per tutto il periodo della detenzione ha continuato ad allenarsi per quella che è la sua passione, la maratona. Una volta scontata la pena viene inserito in un programma di recupero e iscritto all'ufficio di collocamento. In questa occasione incontra Erika, una sua vecchia conoscenza con la quale instaura una relazione. Ma Johann non è interessato ad una vita normale e investe tutte le energie nella corsa, partecipando a diverse gare nelle quali risulta sempre vincitore anonimo, ma continuando anche a rapinare banche come se fosse la sua vera missione.

## Distribuzione
Dopo la proiezione del 15 febbraio 2010 al Festival di Berlino, il film è stato distribuito nelle sale tedesche a partire dal 4 marzo.
Successivamente è stato presentato in numerose manifestazioni internazionali, tra cui il Festival del Cinema Indipendente di Buenos Aires (9 aprile 2010), il Seattle International Film Festival (23 maggio 2010), l'Edinburgh International Film Festival (giugno 2010), il Melbourne International Film Festival (23 luglio 2010), il New York Film Festival (27 settembre 2010), il Vancouver International Film Festival (10 ottobre 2010), il Wisconsin Film Festival (30 marzo 2011) e l'Osaka European Film Festival (19 novembre 2013).
In Italia non è stato distribuito al cinema ed è stato trasmesso in prima visione sui Rai 4 il 14 gennaio 2014.

### Date di uscita
- Austria (Der Räuber) - febbraio 2010
- Germania (Der Räuber) - 4 marzo 2010
- Francia (Le braqueur - la dernière course) - 7 luglio 2010
- Portogallo (O Assaltante) - 3 marzo 2011
- USA (The Robber) - 29 aprile 2011
- Israele (Leor ha'yom) - 2 giugno 2011
- Argentina (El ladrón) - 15 settembre 2011
- Corea del Sud - 1 maggio 2014

## Accoglienza

### Incassi
Il film ha incassato $82.172 negli Stati Uniti, a fronte di un budget di circa $1.000.000.

### Critica
Il sito Metacritic assegna al film un punteggio di 65 su 100 basato su 14 recensioni, mentre il sito Rotten Tomatoes riporta il 77% di recensioni professionali con un giudizio positivo, con un voto medio di 7 su 10.
Secondo Melissa Anderson di The Village Voice, Heisenberg ha creato «uno studio intelligente e dinamico di un solitario in fuga», mentre per Alissa Simon della rivista Variety «il film è senza ganci emotivi o stilistici e non c'è molto per convincere gli spettatori a interagire con ciò che accade sullo schermo».
John P. McCarthy ha scritto su Boxoffice Magazine: «Difficile immaginare un caso più affascinante di comportamento sociopatico ossessivo-compulsivo, o un più disciplinato e avvincente studio di esso». Di diverso avviso Joshua Rothkopf di Time Out, secondo cui «alcuni spettatori potrebbero dare al film qualche punto in più per la sua atmosfera retrò di taciturna sfrontatezza. Ma la frequenza del polso è troppo controllata per amore di intrattenimento».

## Riconoscimenti
- 2010 - Festival internazionale del cinema di Berlino
  - Nomination Orso d'oro per il miglior film
- 2010 - Bavarian Film Awards
  - Miglior regista (Young Film) a Benjamin Heisenberg
- 2010 - Gijón International Film Festival
  - Miglior sceneggiatura a Benjamin Heisenberg e Martin Prinz
- 2010 - Buenos Aires International Festival of Independent Cinema
  - Nomination miglior film
- 2010 - Chicago International Film Festival
  - Nomination Gold Hugo per il miglior film
- 2010 - Deutscher Filmpreis
  - Nomination miglior fotografia a Reinhold Vorschneider
- 2010 - Jeonju Film Festival
  - Nomination Woosuk Award a Benjamin Heisenberg
- 2011 - Austrian Film Award
  - Miglior regista a Benjamin Heisenberg
  - Miglior attore a Andreas Lust
  - Miglior montaggio sonoro a Marc Parisotto, Veronika Hlawatsch e Bernhard Maisch
  - Nomination miglior film
  - Nomination miglior sceneggiatura a Benjamin Heisenberg e Martin Prinz
  - Nomination miglior fotografia a Reinhold Vorschneider
  - Nomination miglior montaggio a Andrea Wagner e Benjamin Heisenberg
- 2011 - German Film Critics Association Awards
  - Nomination miglior attore a Andreas Lust